# Lista över Malmös högsta byggnader
Här listas de högsta byggnaderna i Malmö. Listan är sorterad efter byggnadernas höjd till taket, och tar inte med eventuella antenner, master eller skorstenar i beräkningen. Om två byggnader är lika höga, har de sorterats efter antal våningar.

## Byggnader med uppgift om höjd
| Byggnadens fastighetsbeteckning, adress och namn                                                    | Område              | Höjd   | Våningar | Färdigställt | Byggherre                                               | Bild | Hemsida                |
| --------------------------------------------------------------------------------------------------- | ------------------- | ------ | -------- | ------------ | ------------------------------------------------------- | ---- | ---------------------- |
| Fören 3, Lilla Varvsgatan 14, "Turning Torso"                                                       | Västra hamnen       | 193 m  | 57       | 2005         | HSB                                                     |      | http://turningtorso.se |
| Dockan, Malmö, "Kockumskranen" (Fanns i Malmö under åren 1973–2002.)                                | Dockan, Malmö       | 146 m  | -        | 1974–2002    | Kockums                                                 |      |                        |
| HFC, Eriksfältsgatan 24, "Heleneholmsverket"                                                        | Heleneholm          | 130 m  | 3        | 1960         | Sydkraft                                                |      |                        |
| Cementen 14, Packhusgatan 4, "Limhamnsverket"                                                       | Limhamn             | 120 m  | -        | 1984         | E.ON                                                    |      |                        |
| Hyllie stationstorg 27-29-Arenagatan 41–45, "The Point"                                             | Malmö               | 111 m  | 29       | 2019         | Annehem                                                 |      | http://thepoint.se     |
| Automobilen 2, Agnesfridsvägen 113C, "Jägersrotornet"                                               | Jägersro villastad  | 111 m  | -        | 1976         | Teracom                                                 |      |                        |
| Hävringe 7, Flintrännegatan 19C, "Öresundsverket"                                                   | Östra hamnen        | 100 m  | -        | 2009         | Uniper                                                  |      |                        |
| Innerstaden 1:151, Göran Olsgatan 4, "Sankt Petri kyrka"                                            | Gamla staden        | 96,0 m | -        | 1890         | Sankt Petri församling                                  |      |                        |
| Renö 1, Hemsögatan 15, "Cementas silo"                                                              | Norra hamnen        | 93,0 m | -        | 2012         | Cementa AB                                              |      |                        |
| Benmöllan 2, "Malmö Live"                                                                           | Västra hamnen       | 87,0 m | 25       | 2015         | Skanska Öresund AB                                      |      |                        |
| "Stora tornet", Baltiska utställningen (Rivet. Endast under utställningen 1914.)                    | Pildammsparken      | 87,0 m | -        | 1914         |                                                         |      |                        |
| Kronprinsen 1, Regementsgatan 52A–52C, "Kronprinsen"                                                | Kronprinsen         | 82,0 m | 27       | 1964         | Hugo Åberg                                              |      |                        |
| Kaninen 26, Triangeln 2–Rådmansgatan 2, "Hotell Triangeln"                                          | Rådmansvången       | 69,0 m | 22       | 1989         | Folksam                                                 |      |                        |
| Kaninen 31, Rådmansgatan 14                                                                         | Rådmansvången       | 68,0 m | 19       | 2014         | NCC Kaninen Projekt AB (NCC AB)                         |      |                        |
| Värdshuset 1, Hyllie stationstorg 27-29-Arenagatan 41–45, "Point Hyllie Hus C" (Quality Hotel View) | Hyllievång          | 65,0 m | 18       | 2015         | Annehem Hyllie Point 4 AB (Peab AB)                     |      |                        |
| Gängtappen 1, Stora Varvsgatan 11L, "Kockumshuset"                                                  | Västra hamnen       | 65,0 m | 16       | 1958         | Kockums Mekaniska Verkstads AB                          |      |                        |
| Slagthuset 1, Carlsgatan 12A, "Malmö Slagthus"                                                      | Inre hamnen         | 63,0 m | 13       | 1993         | Pronator                                                |      |                        |
| Arenan 2, "Malmö Arena Hotel"                                                                       | Hyllievång          | 62,0 m | 16       | 2015         | Parkfast Arena Fastighet AB                             |      |                        |
| Hyllie 165:61, Arenagatan 4, "Hyllie vattentorn"                                                    | Hyllievång          | 62,0 m | -        | 1973         | Malmö kommun                                            |      |                        |
| Innerstaden 6:29, Rådmansgatan 20, "Sankt Johannes kyrka"                                           | Rådmansvången       | 60,0 m | -        | 1907         | Sankt Johannes församling                               |      |                        |
| Tyfonen 1, Nordenskiöldsgatan 14, Studio                                                            | Universitetsholmen  | 56,0 m | 14       | 2016         | Skanska (Remulus Sydlandet 8 AB)                        |      |                        |
| Cronholm 1, Krusegatan 19, "SDS-huset"                                                              | Sege industriområde | 55,0 m | 15       | 1965         |                                                         |      |                        |
| Niagara 2+3, "Niagara"                                                                              | Västra hamnen       | 55,0 m | 11       | 2015         | Akademiska Hus Syd AB                                   |      |                        |
| Nobelvägen 18, "Södervärns vattentorn"                                                              | Möllevången         | 54,0 m | -        | 1916         | Malmö stad                                              |      |                        |
| Neptunigatan, "Tenoren"                                                                             | Västra hamnen       | 52,0 m | 19       | 2016         | Skanska                                                 |      |                        |
| Flintrännan 1, Hans Michelsensgatan 9, "Öresundshuset"                                              | Inre hamnen         | 52,0 m | 14       | 1973         |                                                         |      |                        |
| Bohus 8, Per Albin Hanssons väg 30A, "Mobilia Hus E1"                                               | Flensburg           | 51,0 m | 16       | 2014         | Atrium Ljungberg AB                                     |      |                        |
| Almvik 2, Serenadgatan 23                                                                           | Almvik              | 49,5 m | 17       | 1971/72      | Svenska Riksbyggens bostadsrättsförening Malmöhus nr 23 |      |                        |
| Almvik 2, Serenadgatan 27                                                                           | Almvik              | 49,5 m | 17       | 1971/72      | Svenska Riksbyggens bostadsrättsförening Malmöhus nr 23 |      |                        |
| Almvik 3, Serenadgatan 25                                                                           | Almvik              | 49,5 m | 17       | 1971/72      | Svenska Riksbyggens bostadsrättsförening Malmöhus nr 23 |      |                        |
| Almvik 3, Serenadgatan 29                                                                           | Almvik              | 49,5 m | 17       | 1971/72      | Svenska Riksbyggens bostadsrättsförening Malmöhus nr 23 |      |                        |
| Högaholm 3, Serenadgatan 22                                                                         | Almvik              | 49,5 m | 17       | 1971/72      | Svenska Riksbyggens bostadsrättsförening Malmöhus nr 22 |      |                        |
| Högaholm 3, Serenadgatan 28                                                                         | Almvik              | 49,5 m | 17       | 1971/72      | Svenska Riksbyggens bostadsrättsförening Malmöhus nr 22 |      |                        |
| Högaholm 4, Serenadgatan 24                                                                         | Almvik              | 49,5 m | 17       | 1971/72      | Svenska Riksbyggens bostadsrättsförening Malmöhus nr 22 |      |                        |
| Högaholm 4, Serenadgatan 30                                                                         | Almvik              | 49,5 m | 17       | 1971/72      | Svenska Riksbyggens bostadsrättsförening Malmöhus nr 22 |      |                        |
| Hösten 5, Augustenborgsgatan 5, "Greenhouse"                                                        | Augustenborg        | 49,0 m | 14       | 2016         | MKB                                                     |      |                        |
| Lagmannen 1, Annebergsgatan 15A–15C, "Annebergsgården"                                              | Borgmästaregården   | 48,7 m | 17       | 1964         | Malmö industriers personalstiftelse                     |      |                        |
| Lorensborg 3, Lorensborgsgatan 4A–4B                                                                | Lorensborg          | 48,0 m | 16       | 1959         | MKB                                                     |      |                        |
| Borgmästaregården 1, Lagmansgatan 6A–6B                                                             | Borgmästaregården   | 47,8 m | 17       | 1963         | HSB:s bostadsrättsförening Domaren                      |      |                        |
| Borgmästaregården 5, Albinsrogatan 5A–5B                                                            | Borgmästaregården   | 47,5 m | 17       | 1964         | HSB:s bostadsrättsförening Domaren                      |      |                        |
| Taxeringsassistenten 3, Widells väg 1–5                                                             | Kryddgården         | 47,0 m | 16       | 1970         | HSB:s bostadsrättsförening Arvid                        |      |                        |
| Knutstorp 1, Lorensborgsgatan 12-Vendelsfridsgatan 6A–6B                                            | Lorensborg          | 46,8 m | 16       | 1959         | HSB:s bostadsrättsförening Järven                       |      |                        |
| Motetten 2, Munkhättegatan 184–190                                                                  | Lindängen           | 46,0 m | 16       | 1971         | MKB                                                     |      |                        |
| Mården 3, Storgatan 2                                                                               | Lugnet              | 46,0 m | 15       | 1988         |                                                         |      |                        |
| Bohus 5, Per Albin Hanssons väg 2E                                                                  | Flensburg           | 45,0 m | 15       | 2014         | MKB                                                     |      |                        |
| Davida 16, Amiralsgatan 17–19, "Quality Hotel Konserthuset"                                         | Rörsjöstaden        | 44,0 m | 14       | 1988         |                                                         |      |                        |
| Vittlingen 8, Strandgatan 50, "Stranden" (Limhamnshöghuset)                                         | Sibbarp             | 44,0 m | 14       | 1960         | Byggnads AB O. P. Wihlborg & Son                        |      |                        |
| Nytorp 1, Hallingsgatan 6A–6C                                                                       | Lorensborg          | 43,0 m | 16       | 1958/59      | MKB                                                     |      |                        |
| Lotslärlingen 1, Sundholmsgatan 2–6, "Nautilus"                                                     | Limhamns hamnområde | 43,0 m | 15       | 2011         | Riksbyggens bostadsrättsförening Nautilus               |      |                        |
| Torsken 4, Gibraltargatan 1–3, "Sopranen"                                                           | Västra hamnen       | 42,0 m | 14       | 2015         | Skanska Sverige AB                                      |      |                        |
| Dockporten 5, Dockgatan 27, "Högmasten"                                                             | Dockan, Malmö       | 41,0 m | 13       | 2015         | JM AB                                                   |      | http://hogmasten.se    |
| Söderkulla 9, Södra Gulsparvsgatan 26A–26D                                                          | Västra Söderkulla   | 41,0 m | 13       | 1962         | HSB:s bostadsrättsförening Söderkulla                   |      |                        |
| Teknikern 2, Teknikergatan 23D, "Södertorpsgården"                                                  | Gröndal             | 41,0 m | 12       | 2000         | Stiftelsen Södertorpsgården                             |      |                        |
| Sjömannen 1, Jungmansgatan 12–Stora Varvsgatan 28–30, "World Trade Center"                          | Västra hamnen       | 41,0 m | 11       | 2007         | Midroc Property Development                             |      |                        |
| Ribersborg 3, Fridhemstorget 25, "Sankt Andreas kyrka"                                              | Ribersborg          | 41,0 m | -        | 1959         | Slottsstadens församling                                |      |                        |
| Bylgia 1, Hans Michelsensgatan 2, "Bylgiahuset"                                                     | Inre hamnen         | 40,0 m | 12       | 1957         | Sjöförsäkrings AB Öresund                               |      |                        |
| Slussen 1, Slussplan 1–9                                                                            | Slussen             | 38,0 m | 12       | 2013         | JM AB                                                   |      |                        |
| Blekingsborg 1, Per Albin Hanssons väg 50A–50B                                                      | Kulladal            | 34,5 m | 12       | 1957         | HSB:s bostadsrättsförening Eriksfält                    |      |                        |
| Blekingsborg 1, Per Albin Hanssons väg 52A–52B                                                      | Kulladal            | 34,5 m | 12       | 1957         | HSB:s bostadsrättsförening Eriksfält                    |      |                        |
| Blekingsborg 6, Per Albin Hanssons väg 54A–54B                                                      | Kulladal            | 34,5 m | 12       | 1958         | HSB:s bostadsrättsförening Blekingsborg                 |      |                        |
| Blekingsborg 6, Per Albin Hanssons väg 56A–56B                                                      | Kulladal            | 34,5 m | 12       | 1958         | HSB:s bostadsrättsförening Blekingsborg                 |      |                        |

## Byggnader utan uppgift om höjd
För dessa saknas det uppgifter om byggnadshöjden i meter.
| Byggnadens fastighetsbeteckning, adress och namn                                     | Område          | Våningar | Färdigställt | Byggherre                                               | Bild |
| ------------------------------------------------------------------------------------ | --------------- | -------- | ------------ | ------------------------------------------------------- | ---- |
| Rallaren 2, Carlsgatan 7, "Malmö Living"                                             | Södra Nyhamnen  | 20       | 2019         | Veidekke                                                |      |
| Ingenjören 2, Ingenjörsgatan 14                                                      | Gröndal         | 16       | 1967         | Svenska Riksbyggens bostadsrättsförening Malmöhus nr 18 |      |
| Jämtland 6, Eriksfältsgatan 16A–16B                                                  | Heleneholm      | 14       |              | Gunnar Hagerstad KB                                     |      |
| Jämtland 19, Fosievägen 29A–29B                                                      | Heleneholm      | 14       |              | William Engfeldt                                        |      |
| Jämtland 20, Fosievägen 31A–31B                                                      | Heleneholm      | 14       |              | Hugo Svensson                                           |      |
| Kronborg 9, Köpenhamnsvägen 2, "Kronborgsskrapan"                                    | Kronborg        | 14       | 1964         | MKB                                                     |      |
| Magistern 5, Eriksfältsgatan 71A–71B, "Seniorhuset Lyckan"                           | Nydala          | 13       | 1962         | MKB                                                     |      |
| Häggen 13, Sallerupsvägen 1–Föreningsgatan 72–Grangatan 2, "Värnhemscity" (AG-huset) | Värnhem         | 12       | 1967         |                                                         |      |
| Kungsliljan 1, Scheelegatan 2A–2B                                                    | Håkanstorp      | 12       | 1960         | Svenska Riksbyggens bostadsrättsförening Malmöhus nr 10 |      |
| Byrådirektören 3, von Troils väg 1–Wachtmeisters väg 17, "Kontorshuset Tre Skåne"    | Kryddgården     | 11       | 1974         | Skånska Lantmännen, Skanek och Skånemejerier            |      |
| Dimman 12, Friisgatan 23–31–Barkgatan 10–16                                          | Möllevången     | 11       | 1980         |                                                         |      |
| Händigheten 2, Branteviksgatan 5A–5B                                                 | Östra Sorgenfri | 11       | 1957         | HSB                                                     |      |
| Kolga 6, Skeppsbron 13–Hans Michelsensgatan 1–Stormgatan 16, "Kolgahuset"            | Inre hamnen     | 11       | 1935         | AB Skånska Cementgjuteriet                              |      |
| Malmen 14, Möllevångsgatan 40A–Ängelholmsgatan 2–6–Barkgatan 7                       | Möllevången     | 11       | 1972         |                                                         |      |
| Rönnen 1, Rönnblomsgatan 6A, "Rönnens gymnasium"                                     | Katrinelund     | 11       |              |                                                         |      |
| Sjömannen 9, Skeppsgatan 1A–1G, "Sjöjungfrun"                                        | Västra hamnen   | 11       | 2016         | Sjömannen i Malmö AB (NCC AB)                           |      |
| Algen 1, Grimsbygatan 18, "Silo 45"                                                  | Inre hamnen     | -        | Ca 1950      | AB Carl Engström                                        |      |
| Bunkeflo 7:37, Vintrievägen 10, "Bunkeflo kyrka"                                     |                 | -        | 1898         | Bunkeflo församling                                     |      |
| Korallen 2, Grimsbygatan 20, "Korallen"                                              | Inre hamnen     | -        | Ca 1953      | Skånska Lantmännens Centralförening                     |      |
| Limhamn 154:309, Norra Hyllievägen 25, "Limhamns kyrka"                              | Djupadal        | -        | 1890         | Hyllie församling                                       |      |
| Triton 6, Norra Neptunigatan 13                                                      | Västra hamnen   | -        | Ca 1951      | AB Kvarnintressenter                                    |      |
| Triton 6, Bassängkajen 16                                                            | Västra hamnen   | -        | Ca 1960      | Kungsörnen AB                                           |      |
| Tygelsjö 41:39, "Tygelsjö kyrka"                                                     |                 | -        | 1904         | Tygelsjö församling                                     |      |
| Värmet 8, Koksgatan 16, "106:an"                                                     | Östra hamnen    | -        | Ca 1963      | AB Kontrollfoder                                        |      |
| Värmet 13, Koksgatan 20, "196:an"                                                    | Östra hamnen    | -        | Ca 1963      | Harald Fors & Co. AB                                    |      |